# Ivanivți, Jîdaciv
Ivanivți (în ucraineană Іванівці) este un sat în comuna Vilhivți din raionul Jîdaciv, regiunea Liov, Ucraina.

## Demografie
Componența lingvistică a localității Ivanivți
     Ucraineană (99,53%)
     Alte limbi (0,47%)
Conform recensământului din 2001, majoritatea populației localității Ivanivți era vorbitoare de ucraineană (99,53%), existând în minoritate și vorbitori de alte limbi.